# Bums

Bums-Sänger Patrick Schubert (2011) auf der BVB-Meisterfeier

Bums ist eine Deutschpunk-Band aus Eislingen, die in den 1980er Jahren gegründet wurde.

## Geschichte
Einem breiteren Publikum wurde Bums 1992 unter dem Namen Fluchtpunkt Terror durch Beiträge auf dem Szene-Sampler Schlachtrufe BRD vorgestellt. 1995 wurde der Bandname aber wieder in Bums geändert und das erste Studioalbum Fluchtpunkt Terror veröffentlicht. Es folgten weitere Songs für die Schlachtrufe und die deutsche Punkinvasion-Samplerreihe. 1998 brachte Bums das zweite Album Räumt auf! auf den Markt. Im Jahre 2008 fand sich die Band nochmal für zwei Konzerte in Dortmund zusammen.
Bekannt wurde die Band auch durch Veröffentlichungen von Borussia-Dortmund-Fansongs. Zum 100-jährigen Jubiläum von Borussia Dortmund veröffentlichte Bums am 13. November 2009 das neue Album Neun Zehn Null Neun. Am 13. und 15. Mai 2011 spielten sie zur Feier der Dortmunder Meisterschaft zwei Konzerte in Dortmund. Am 15. vor mehreren Hunderttausend Menschen auf der offiziellen Bühne vor den Westfalenhallen.
Ende 2011 wurde mit der CD Die Geschichte ist noch nicht zu Ende die Rückkehr auf die Punk-Schiene gefeiert.
Im Jahr 2015 ging die Band mit Artikel 5 wieder zu auf Tour. Artikel 5 bezieht sich auf den Artikel 5 des Grundgesetzes für die Bundesrepublik Deutschland, der die Meinungsfreiheit schützt. Dies war die Antwort der Band auf einen Bericht des Brandenburger Verfassungsschutzes, welcher der Band Linksextremismus und Gewaltverherrlichung vorwarf. Seit 2018 ist die Band inaktiv.

## Diskografie
- 1992: Schwarz-gelbe Borussia (7"/Maxi-CD)
- 1994: Dortmund und der BVB (Maxi-CD)
- 1995: Im schwarz-gelben Herzen vom Revier (Maxi-CD)
- 1996: Die Macht im Ruhrpott (Mini-CD)
- 1996: Fluchtpunkt Terror (CD)
- 1998: Räumt auf! (CD)
- 2009: Neun Zehn Null Neun (CD)
- 2011: Die Geschichte ist noch nicht zu Ende (CD)
- 2015: Artikel 5 (CD)